# Dans les villages
Dans les villages est une série de bande dessinée de Max Cabanes. Créée en 1976 dans l'éphémère magazine Tousse-Bourin, elle a ensuite été publiée dans Fluide glacial (1977), Pilote (1982-1984) et Charlie Mensuel (1985). Les quatre albums tirés de ces pré-publications constituent pour Patrick Gaumer « un des plus authentiques joyaux du neuvième art », démontrant l'étendue des talents de son auteur. Thierry Smolderen y a vu « un univers étrange, riche et puissant » régi par « la logique implacable de l'absurde », comme chez Lewis Carroll ou J. R. R. Tolkien. 
Après avoir repris les personnages de la série en 2003 pour l'album collectif Correspondance, Cabanes a relancé la série chez Dupuis en 2005. Trois nouveaux albums ont été publiés jusqu'en 2008.

## Publications

### Périodique
0. Dans les villages, dans Tousse-Bourin, 1975
1. Dans les villages, dans Fluide glacial, 1977
2. L'Anti-jôle, dans Pilote, 1982
3. La Crognote rieuse, dans Pilote, 1983-1984
4. Le Rêveur de réalité, dans Charlie Mensuel, 1985

### Albums
1. Dans les villages, AUDIE, 1977[3]. Dans les éditions ultérieures, ce tome se nomme La jôle.
2. L'Anti-jôle, Dargaud, 1982
3. La Crognote rieuse, Dargaud, 1984[4]
4. Le Rêveur de réalité, Dargaud, 1986
5. L'École de la cruauté, Dupuis, coll. « Expresso », 2005
6. Une Fuite, deux horizons, Dupuis, coll. « Expresso », 2006
7. La Déroute des synapses, Dupuis, coll. « Expresso », 2008

### Documentation
- Patrick Gaumer, « Dans les villages », dans Larousse de la BD, Paris : Larousse, 2004, p. 207
- Paul Gravett (dir.), « De 1970 à 1989 : Dans les villages », dans Les 1001 BD qu'il faut avoir lues dans sa vie, Flammarion, 2012 (ISBN 2081277735), p. 352.